# Nadine Loubet (Hermana Odile)
Nadine Loubet, más conocida como "Hermana Odile" (nombre en religión), fue una religiosa dominicana francesa, nacida el 12 de octubre de 1931 en Saint-Girons y fallecida el 22 de abril de 2010 en Lobos. Su vida es marcada por su compromiso en la resistencia al régimen dictatorial de Augusto Pinochet ( 1973-1990 ) desde las poblaciones de Santiago en Chile. Vinculada a círculos cercanos a la Teología de la Liberación, se involucra en varias organizaciones de resistencia, participa en misiones de rescate destinadas a salvar a personas perseguidas así como en las manifestaciones del Movimiento Contra la Tortura Sebastián Acevedo.

## Biografía
Nacida el 12 de octubre de 1931 en Saint-Girons (Ariege), Nadine creció en una familia católica en Ariège. Tras la Segunda Guerra Mundial y el juicio del padre de familia juzgado por colaboración, los Loubet se exiliaron en América Latina . Después de que la familia se estableciera en Argentina, Nadine llegó a Uruguay donde se convirtió en monja dominica de la Congregación Santa Catalina de Siena . Enseñó en los colegios de Montevideo, antes de ser designada líder de una comunidad de su congregación en Barrancas ( Santiago, Chile ), a fines de 1964 .
En Santiago, Hermana Odile deja los conventos y colegios de su congregación para encajar en el "universo pobladores", el de los barrios pobres y marginales de la ciudad. Chile estaba atravesando  un período de profundos cambios: a nivel político, asistimos primero a la "revolución en libertad" promovida por la democracia cristiana de Eduardo Frei Montalva y luego a la llegada al poder de la coalición de izquierda de la Unidad Popular dirigida por Salvador Allende (1970-1973); mientras que profundas convulsiones religiosas son provocadas por el Concilio Vaticano II y la Conferencia de Medellín del episcopado latinoamericano. Instalada en el Montijo en la Zona Oeste de Santiago, Hermana Odile forma parte de la corriente liberadora de la Iglesia chilena junto a los numerosos sacerdotes y monjas chilenos y extranjeros instalados en la capital, llevando una opción preferencial por los pobres.
El 11 de septiembre de 1973 vivió el golpe militar de las Fuerzas Armadas de Chile desde el municipio de Pudahuel en la Zona Oeste de Santiago. Este evento traumático empujó a la hermana francesa a tomar su pluma para relatar la instalación en el poder de la junta militar apoyada por los Estados Unidos (ver más abajo). A partir de la noche del 13 de septiembre de 1973, acogió en su casa a un refugiado brasileño herido de bala y lo ayudó a salir del país Durante los primeros meses del régimen militar participó también en operaciones de rescate destinadas a dar asilo a personas perseguidas en las embajadas de la capital, acompañada de otros sacerdotes y religiosas. La embajadora de Francia, Françoise de Menthon, la cita varias veces en sus cuadernos, nombrándola "Hermana O". para protegerla. También fue miembra activa del Movimiento Contra la Tortura Sebastián Acevedo (MCTSA) , creado en 1983 para denunciar el uso de la tortura en Chile y aparece en muchas fotografías tomadas en esa época. Su participación en la resistencia al régimen la puso en peligro y condujo en particular a un intento de asesinato perpetrado en 1986, cuando un joven irrumpió en su casa y la apuñaló varias veces
Trabajó junto a los pobres y perseguidos hasta el final de la dictadura de Pinochet en 1990 . Permaneció en Chile hasta la década de 2000, antes de regresar a Argentina donde murió el 22 de abril de 2010 con su familia. Está enterrada en Lobos .

## Sus cuadernos

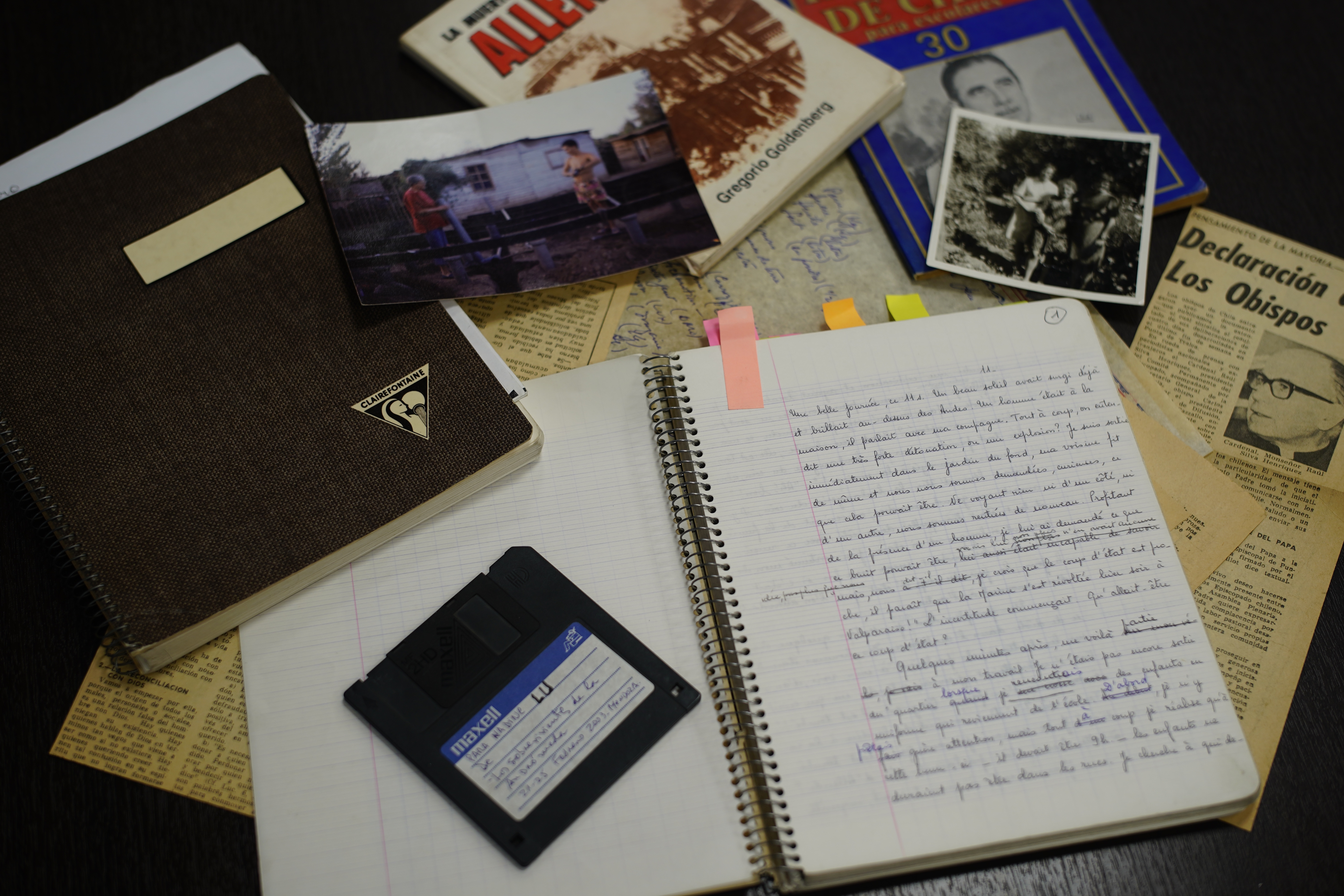
Cuadernos de Nadine Loubet, escritos durante los primeros meses de la dictadura chilena.

Tras el golpe, Hermana Odile comenzó a escribir para contar su vida cotidiana y el horror de la dictadura emergente. Así, en los primeros meses después del golpe, escribió dos cuadernos que constituyen una fuente histórica de primer orden para aprehender la represión en los barrios populares de la capital chilena, la resistencia de las redes cristianas y las divisiones en el seno de la Iglesia chilena. Nadine tomó la decisión de sacarlos del país con la ayuda de un sacerdote salesiano Fidei Donum, expulsado de Chile en octubre de 1974 antes de recuperarlos unos años después. Constituyen la base del documental En nombre de todos mis hermanos dedicado a la Hermana Odile.

### Redescubrimiento de la trayectoria de Nadine Loubet
El compromiso de esta mujer se destacó gracias al documental En nombre de todos mis hermanos ( 2019 ), dirigido por Samuel Laurent Xu y distribuido en Francia por el Centre Audiovisuel Simone de Beauvoir. Basada en los cuadernos de la Hermana Odile y en entrevistas con varias mujeres que la conocieron en Chile, la película narra el compromiso de la monja francesa por los derechos humanos y contra la dictadura, junto a varias otras mujeres de la clase trabajadora.
La invisibilización de las religiosas y laicas en la memoria de la resistencia chilena también está en la base de la elaboración de un libro dedicado a la Hermana Odile y las mujeres de las sombras de la resistencia clandestina al régimen cívico-militar .